# Окакарара
Окакарара (англ. Okakarara) — небольшой город в центральной части Намибии, входит в состав области Очосондьюпа. Административный центр одноимённого округа.

## Географическое положение
Город находится в западной части области, в долине периодически пересыхающей реки Хамакари, на расстоянии приблизительно 215 километров к северо-северо-востоку (NNE) от столицы страны Виндхука. Абсолютная высота — 1340 метров над уровнем моря.

## Климат
| Показатель                    | Янв. | Фев.  | Март | Апр. | Май  | Июнь | Июль | Авг. | Сен. | Окт. | Нояб. | Дек. | Год   |
| ----------------------------- | ---- | ----- | ---- | ---- | ---- | ---- | ---- | ---- | ---- | ---- | ----- | ---- | ----- |
| Средний суточный максимум, °C | 31,2 | 30,0  | 28,9 | 28,1 | 25,9 | 23,3 | 23,5 | 26,6 | 30,1 | 31,6 | 31,8  | 32,0 | 28,6  |
| Средняя температура, °C       | 24,0 | 23,3  | 22,2 | 20,5 | 17,2 | 14,4 | 14,2 | 17,0 | 20,8 | 22,7 | 23,9  | 24,2 | 20,4  |
| Средний суточный минимум, °C  | 16,8 | 16,6  | 15,6 | 12,9 | 8,4  | 5,5  | 5,0  | 7,4  | 11,4 | 13,9 | 16,0  | 16,4 | 12,2  |
| Норма осадков, мм             | 87,2 | 114,8 | 71,4 | 36,8 | 4,3  | 0,7  | 0,0  | 0,7  | 3,8  | 9,2  | 27,7  | 42,4 | 399,0 |
| Источник: ,                   |      |       |      |      |      |      |      |      |      |      |       |      |       |

## Население
По данным официальной переписи 1991 года численность населения составляла 3 725 человек.
Динамика численности населения города по годам:
| 1991  | 2013  |
| ----- | ----- |
| 3 725 | 6 051 |

В этническом составе населения преобладают представители народа гереро.

## Экономика
Ежегодно, начиная с 2007 года, в городе проходит традиционная ярмарка.